# Bohrturm

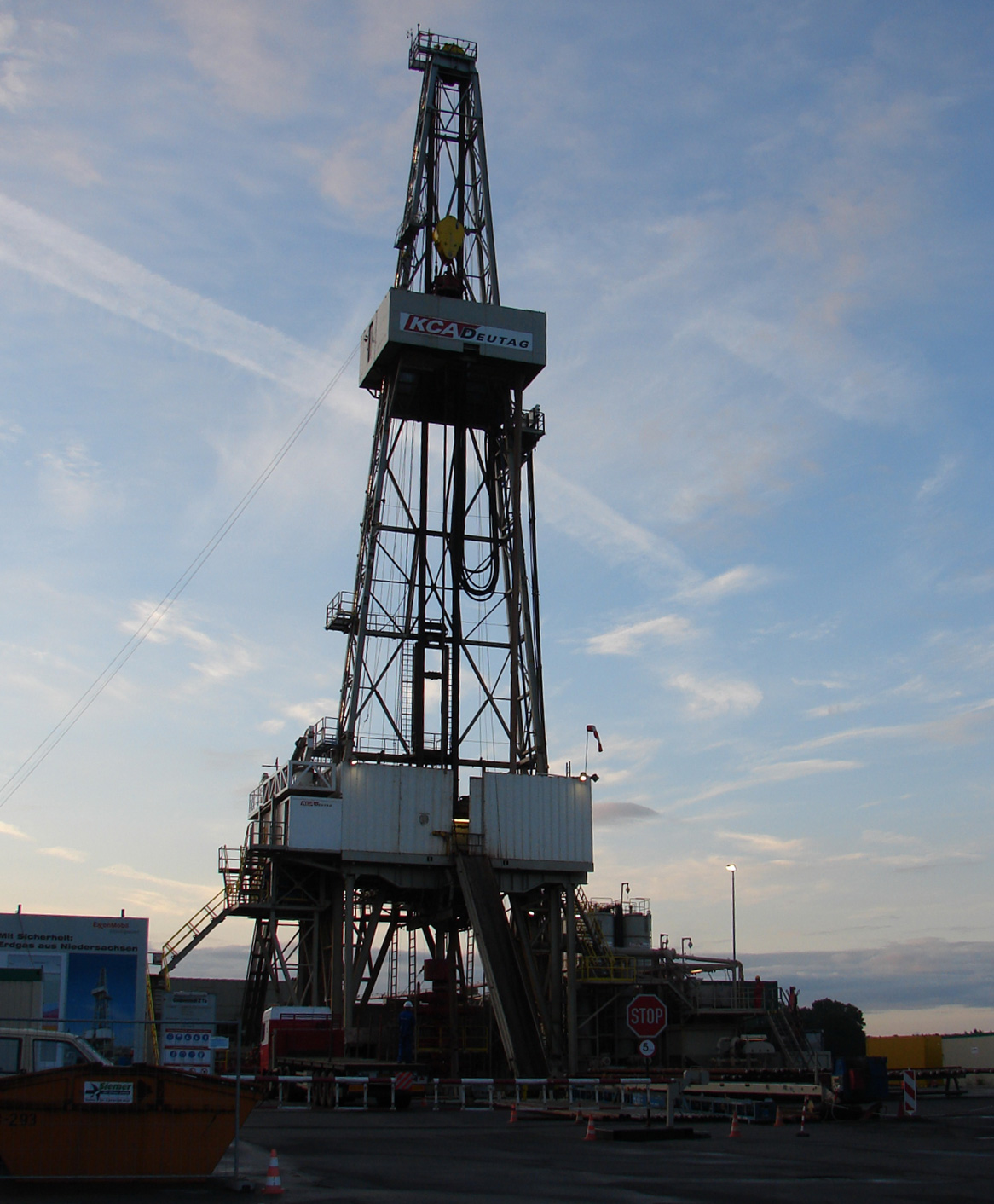
Moderne, schwere Bohranlage

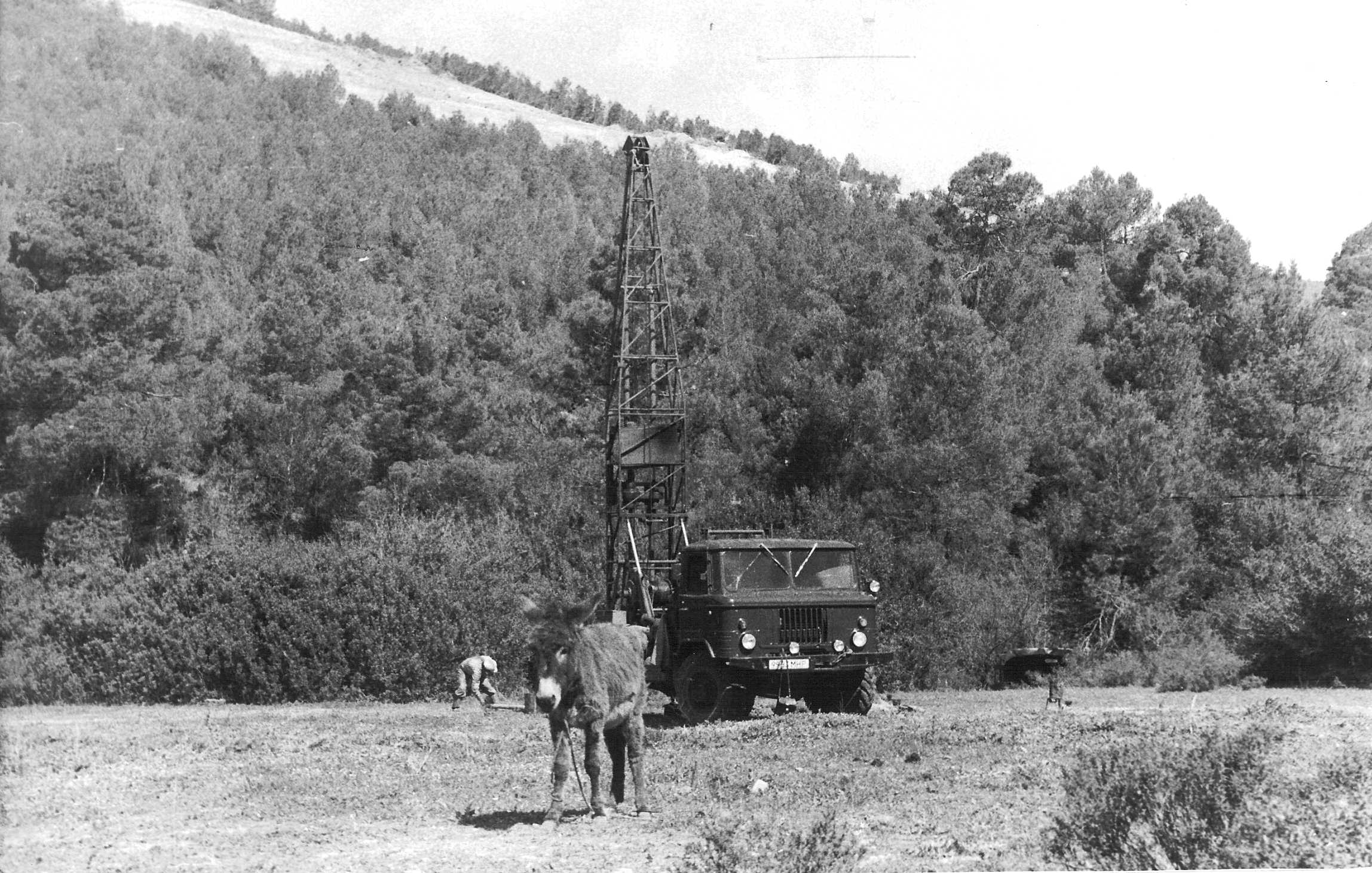
Mobiler Bohrturm auf einem GAZ-66-LKW

Ein Bohrturm ist als freistehender Turm das augenfälligste Bestandteil einer Bohranlage, die dazu dient, um Bohrungen auf Erdöl, Erdgas, Sole oder zur Nutzung von Geothermie niederzubringen (bergmännisch: abzuteufen) bzw. unterirdische Hohlräume (unter Einsatz der Richtbohrtechnik) aufzufahren. In manchen Fällen wird ein Bohrturm auch verwendet, um eine bestehende Bohrung aufzuwältigen oder eine nicht mehr wirtschaftlich nutzbare Bohrung zu verfüllen. Daneben erfolgt auch der Einsatz für Bohrungen, welche rein wissenschaftlichen Zwecken dienen, wie das Kontinentale Tiefbohrprogramm der Bundesrepublik Deutschland.

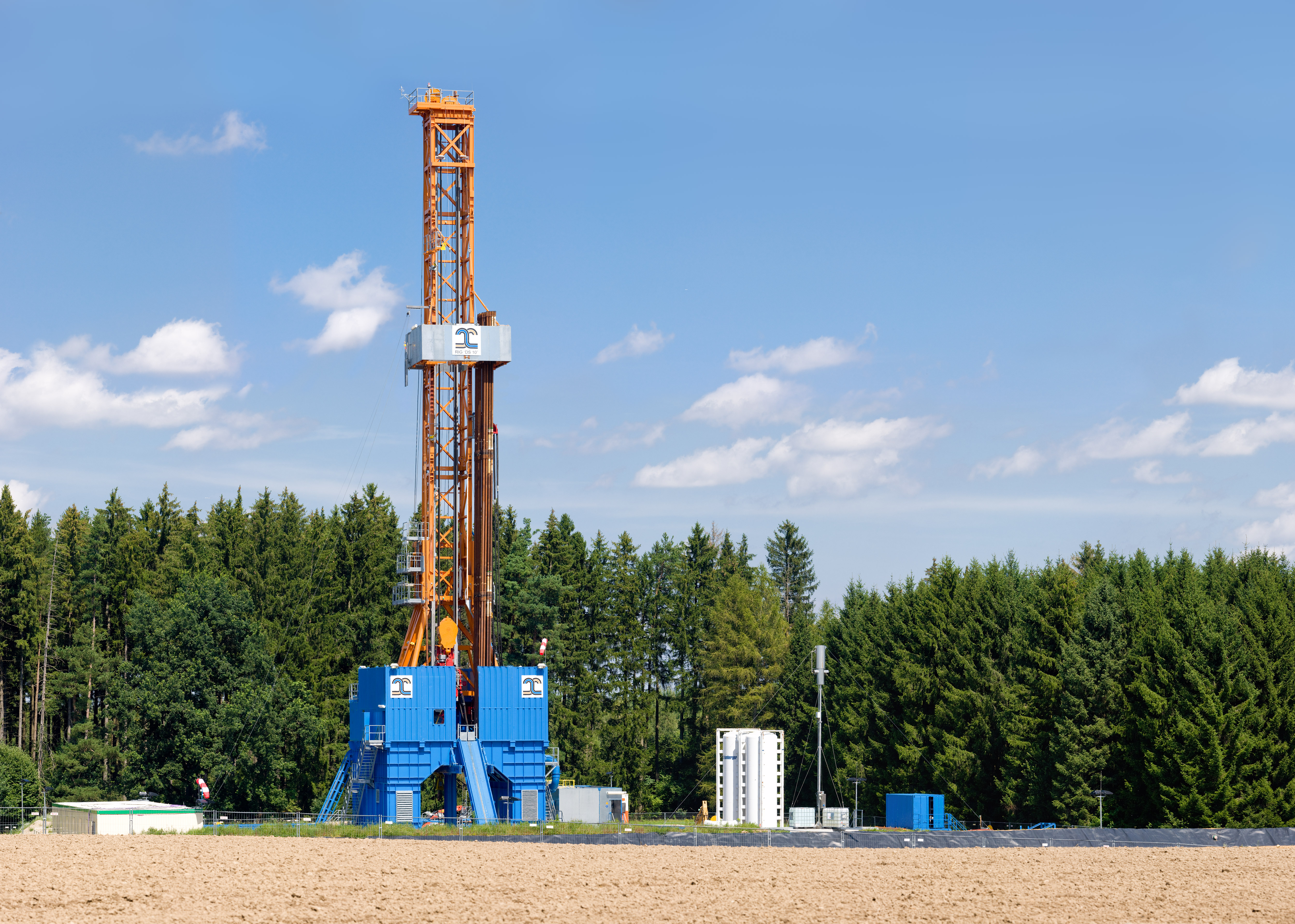
Geothermie-Bohrturm in Bayern für eine Tiefe von 3500 Metern, 350 t Hakenlast

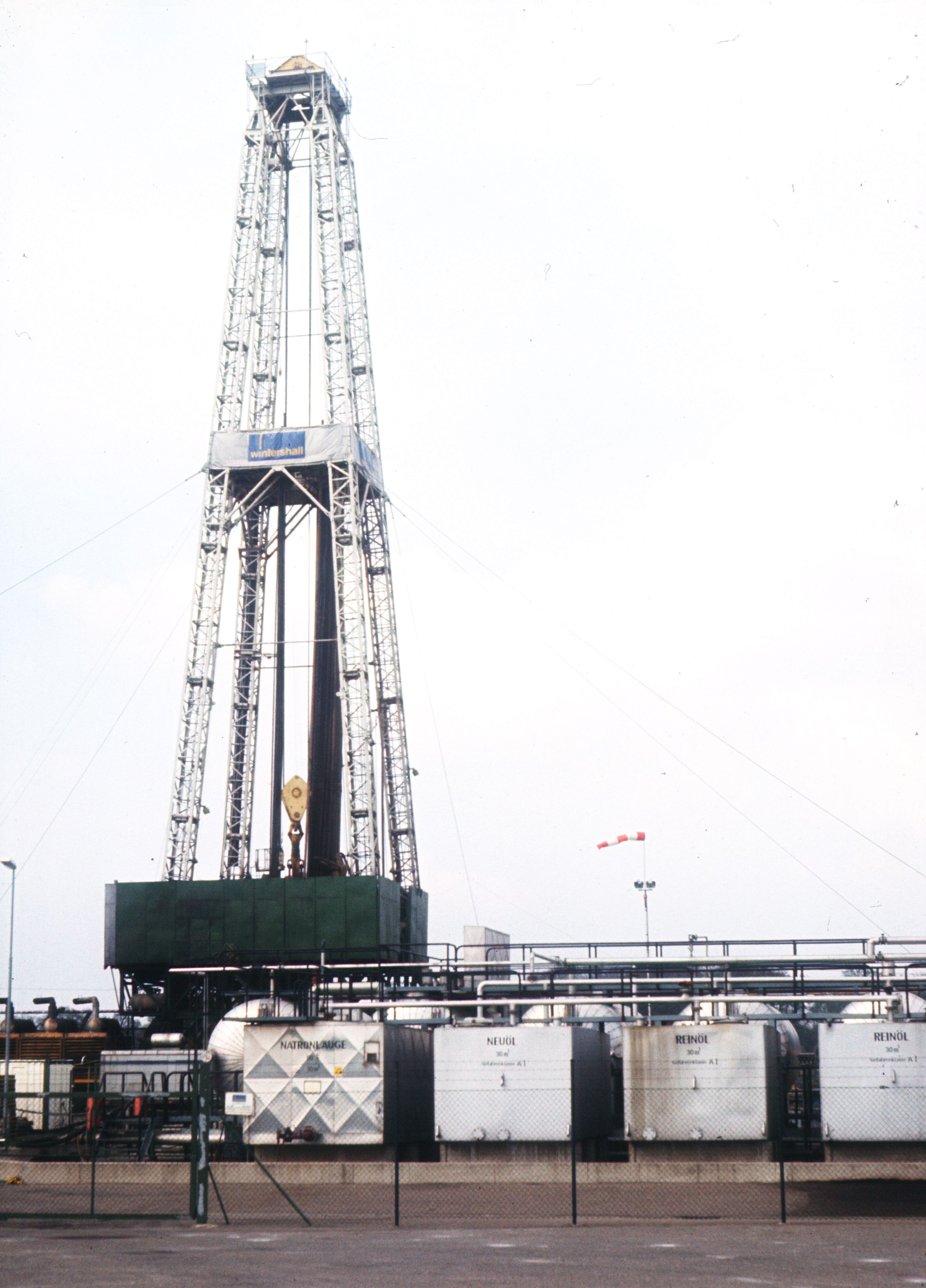
Bohrturm aus den 1980er Jahren

## Bestandteile und Funktion
Wesentliche Komponenten eines Bohrturmes sind neben dem Gerüst der Unterbau, die Arbeitsbühne, die Fingerbühne, der Kloben (Kranhaken) und das Hebewerk. Die Ausführung als Turm ist durch die Tatsache bedingt, dass der Bohrstrang aus zusammengeschraubten Bohrstangen von ca. 9 m Länge besteht, die senkrecht stehend gehandhabt werden müssen. Dies ist immer dann der Fall, wenn eine Gestängelänge tiefer gebohrt wurde (Einsetzen einer neuen Stange) oder das Gestänge aus dem Bohrloch gezogen wird (Ausbau der Stangen). Moderne Großbohrtürme können jeweils dreifach vorverschraubte Gestänge mit 27 m Länge („Triple“) handhaben, was den Bohrfortschritt durch weniger Unterbrechungen zum Rohrein- oder -ausbau beschleunigt. Aus der maximalen Länge des einzelnen Gestänges zuzüglich der Bauhöhe von Drehkopf, Spülungseinleitung und des Hebewerk-Flaschenzuges ergibt sich der Gesamthöhenbedarf des Turms über der Arbeitsbühne. Nicht unmittelbar zum Turm gehört funktional weiteres Zubehör wie etwa der Blowout-Preventer (BOP), die Schließanlage, die Spülpumpen, das Spülungsbehandlung, oder Geräte zur Energieversorgung (dieselelektrisch, dieselmechanisch oder elektrisch).

## Unterscheidung nach Antriebsart
Je nach Art der Kraft- beziehungsweise Drehmomentübertragung auf das Bohrgestänge und den Bohrmeißel unterscheidet man zwischen Drehtischantrieb oder Kraftdrehkopf (englisch: Top Drive).
Beim Drehtischantrieb erfolgt die Kraftübertragung über eine sogenannte (vier-, sechs- oder achteckige) Mitnehmerstange (englisch: Kelly), die immer als oberstes Bestandteil auf das Gestänge gesetzt wird. Auf der Arbeitsbühne befindet sich der Drehtisch, der mittig eine zur Kellystange passende Aussparung hat. Durch diesen Formschluss wird das Drehmoment vom Drehtisch auf die Kellystange und somit auf das Gestänge übertragen, während das Gestänge beim Bohrfortschritt durch den Drehtisch nach unten sinken kann. Der modernere Kraftdrehkopfantrieb überträgt am Kopf des Bohrgestänges die Kraft direkt auf die oberste Bohrstange.

## Hakenlast

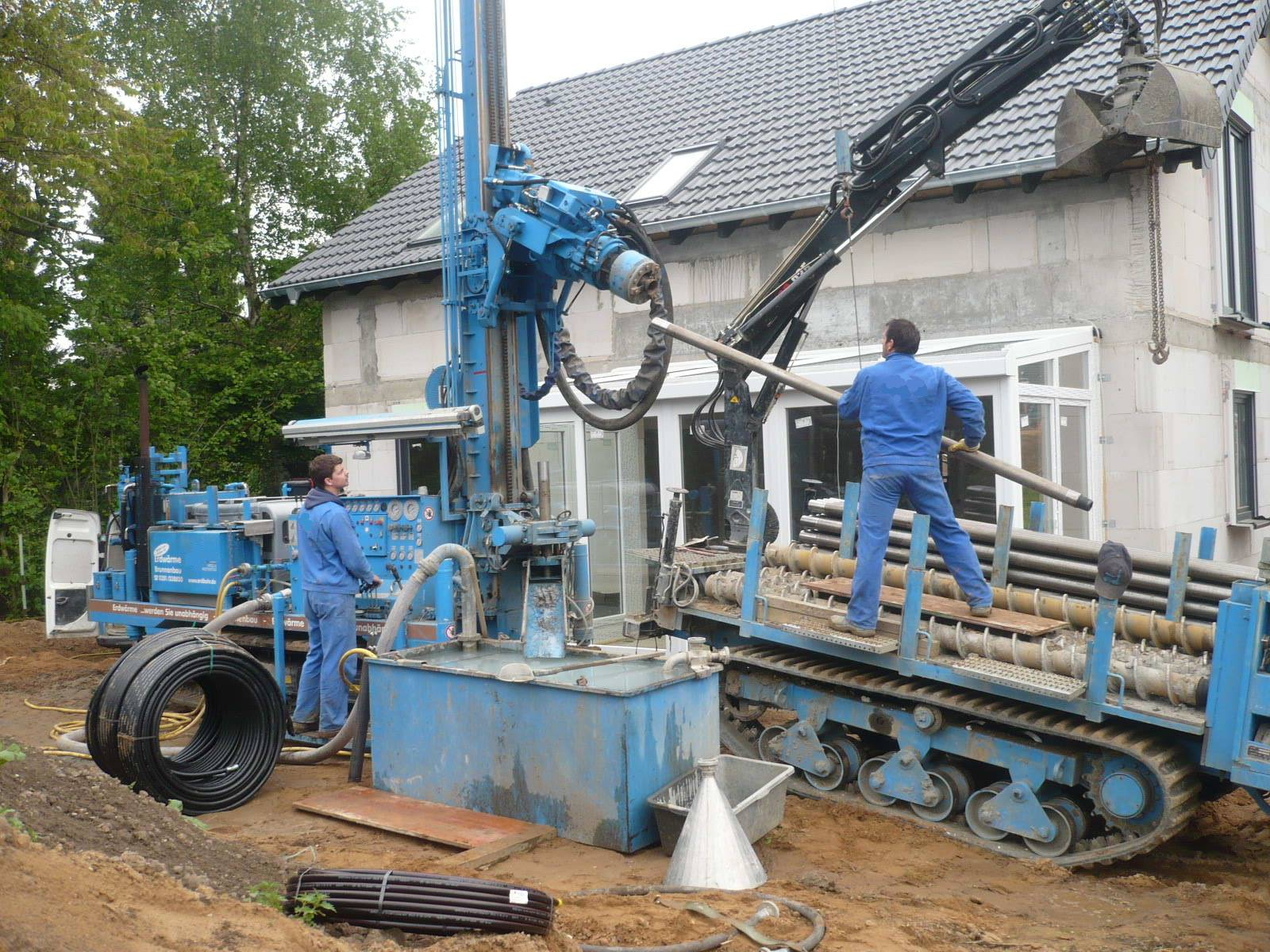
Kleineres Bohrgerät auf Raupenketten für Erdwärmesonden (links)

Zumeist werden Bohranlagen und somit deren Größe anhand der von ihnen ausführbaren Hakenlasten (Zuglasten) klassifiziert. Leichte Bohrtürme sind für Hakenlasten bis etwa 100 Tonnen ausgelegt, mittlere Bohrtürme sind in der Lage, etwa 200 Tonnen zu ziehen, schwere Anlagen können bis zu 700 Tonnen Hakenlast besitzen. Diese Kenngrößen bestimmen, wie schwer das Gestänge sein darf, das durch den Bohrturm gehalten bzw. gezogen werden kann. Sie referenzieren damit zusammenhängend auch, welche Bohrtiefe möglich ist.
Kleine und mittlere Bohrtürme sind im Regelfall leicht demontierbar oder gänzlich mobil ausgeführt, zumeist in Form eines Teleskopmastes, der auf einem LKW oder auf einem Raupenfahrgestell montiert ist und so am Bohrplatz hydraulisch aufgeschwenkt und auf die volle Höhe ausgefahren wird. Die Gesamthöhe ist dabei jedoch durch zulässige Fahrzeuglängen auf etwa 30 m beschränkt. Schwere Bohrtürme werden meist in transportierbare Einheiten zerlegt und mit Schwertransportern zur nächsten Bohrstelle gefahren.

## Komplettierung und Förderphase
Nach Abschluss der Bohr- beziehungsweise der darauf hinfolgenden Komplettierungsarbeiten (Verrohrung, Einbau des Förderstranges) ist, unabhängig davon, ob nach Bodenschätzen wie Erdöl, Erdgas oder Geothermie gesucht wurde oder eine Erkundungsbohrung (Explorationsbohrung) abgeteuft wurde, der Bohrturm nicht mehr nötig. An Stelle des Bohrturms bzw. der zum Turm gehörigen Abschlusseinrichtungen (Blowout-Preventer) wird bei Öl-, Gas- oder Wasserfunden im Regelfall eine Verflanschung und ein Eruptionskreuz und bei druckschwachen Ölbohrungen eine Ölpumpe (z. B.: Pferdekopfpumpe) aufgebaut. Auf Bohrinseln wird im Regelfall der Bohrturm nach Abschluss der Bohrarbeiten stehengelassen, um weitere Arbeiten durchführen zu können.

## Geschichte
1813 wurde im Wald zwischen Pechelbronn und Kutzenhausen der erste Bohrturm in Frankreich errichtet. Er stand auf zwei Holzpfosten, ein Nachbau an dieser Stelle stellt heute ein Ausflugsziel dar. Ab 1917 wurde hier auch mittels Stollen unter Tage nach Erdöl-Linsen gegraben.

## Historische Bohrtürme zur Soleförderung
In einigen Kurorten existieren historische Bohrtürme für die Förderung der Sole. Sie stehen meistens unter Denkmalschutz, werden aber gelegentlich zur Aufweitung der Bohrung eingesetzt.
| Land        | Bundesland        | Ort                          | Höhe des Bohrturms | Baujahr des Bohrturms | Koordinaten              | Bemerkungen                    |
| ----------- | ----------------- | ---------------------------- | ------------------ | --------------------- | ------------------------ | ------------------------------ |
| Deutschland | Thüringen         | Bad Salzungen                | 17,70 m            | 1869                  | 50.81556 N 10.23434789 O |                                |
| Deutschland | Baden-Württemberg | Bad Rappenau                 | 18,70 m            | 1905                  | 49.236585 N 9.11800304 O |                                |
| Deutschland | Baden-Württemberg | Bad Dürrheim                 | 40 m               |                       | 48.013516 N 8.542377 O   | Doppelanlage                   |
| Deutschland | Baden-Württemberg | Bad Dürrheim                 | 40 m               |                       | 48.015702 N 8.529143 O   | Doppelanlage, heute Jugendhaus |
| Deutschland | Rheinland-Pfalz   | Bad Ems                      |                    | 1939                  | 50.326512 N 7.731588 O   |                                |
| Deutschland | Bayern            | Luitpoldsprudel, Bad Bocklet |                    |                       | 50.242472 N 10.081040 O  |                                |
| Schweiz     | Aargau            | Bad Zurzach                  |                    |                       | 47.594338 N 8.291762 O   | 4 Bohrtürme                    |
| Deutschland | Niedersachsen     | Einbeck                      |                    |                       | 51.771613 N 9.918669 O   |                                |

(Tabelle bitte erweitern und ergänzen)

## Sonstige bemerkenswerte Bohrtürme
Sonstige, bedeutende, ortsfeste Bohrtürme an Land
| Land        | Bundesland          | Ort                | Bezeichnung des Bohrturms                                                  | Höhe des Bohrturms | Baujahr des Bohrturms | Koordinaten             | Bemerkungen                                                                                      |
| ----------- | ------------------- | ------------------ | -------------------------------------------------------------------------- | ------------------ | --------------------- | ----------------------- | ------------------------------------------------------------------------------------------------ |
| Deutschland | Bayern              | Windischeschenbach | Bohrturm des Kontinentalen Tiefbohrprogramm der Bundesrepublik Deutschland | 83 m               | 1989–1990             | 49.815250 N 12.120425 O | Wissenschaftliche Tiefbohrung, tiefste Bohrung in der EU, Tiefe: 9101 Meter                      |
| Deutschland | Nordrhein-Westfalen | Erkelenz           | Bohrturm der Bohrgerätefabrik Alfred Wirth                                 | 55 m               | 2011                  | 51.070331 N 6.320510 O  | Bohrturm zur Erprobung von Bohranlagen, insbesondere für Offshore-Plattformen                    |
| Russland    | Murmansk            | Sapoljarny         | Bohrturm der Kola-Bohrung                                                  | 68 m               | 1977                  | 69.396463 N 30.609809 O | Wissenschaftliche Tiefbohrung mit größter je erreichter Bohrtiefe (12262 Meter). 2008 abgerissen |